# Christian Obrist
Christian Obrist, född 20 november 1980 i Brixen, Italien, är en italiensk friidrottare som tävlar i medeldistanslöpning, främst 1 500 meter.
Obrist blev 2005 bronsmedaljör vid medelhavsspelen. Han har även två gånger slutat sjua vid ett EM, både 2002 i München och 2006 i Göteborg.
Vid Olympiska sommarspelen 2008 i Peking var han i final och slutade på tolfte plats.

## Personliga rekord
- 1 500 meter - 3.35,32